# Ганцева, Халида Ханафиевна
Халида Ханафиевна Га́нцева (баш. Хәлиҙә Хәнифә ҡыҙы Ганцева; род. 8 февраля 1948, Уфа) — доктор медицинских наук, профессор кафедры пропедевтики внутренних болезней. Директор клиники терапии Башкирского государственного медицинского университета

## Биография
Ганцева Халида Ханафиевна родилась 8 февраля 1948 года в Уфе Башкирской АССР.
В 1956—1966 гг. училась в средней школе № 2 г. Уфы, которую окончила с золотой медалью.
В 1972 году с отличием окончила Башкирский государственный медицинский институт по специальности «Лечебное дело».
В 1972—1973 гг. проходила первичную переподготовку по специальности «Терапия» по программе интернатуры при МЧС «Химпром» (Больница № 14, г. Уфа).
С 1973 года работала в Петровской участковой больнице Ишимбайского района Башкирской АССР, а в 1976—1977 гг. — в поликлинике № 38 г. Уфы.
В 1977—1980 гг. — очный аспирант кафедры пропедевтики внутренних болезней (научный руководитель — зав. кафедрой, доктор мед. наук, профессор Фархутдинов Р. Г.). Её кандидатская диссертация — «Курортология и физиотерапия», по специальностям 14.00.39. — «Ревматология» и 14.00.34. — «Курортология и физиотерапия» была защищена в 1987 году на специализированном совете К.084.31.01 в Сочинском научно-исследовательском институте курортологии и физиотерапии Минздрава РСФСР.
С 1980 года работает в Башкирском медицинском институте. С 1996 года является президентом Ассоциации аллергологов-иммунологов Республики Башкортостан.
В 1997 году была защищена докторская диссертация — «Комплексная оценка состояния здоровья и терапия больных поллинозом» на Диссертационном Совете Д.084.04.01. при Челябинской государственной медицинской академии.
С 2003 года является начальником учебно-методического управления и одновременно с 2004 года заведующим кафедрой внутренних болезней в Башкирском государственном медицинском университете.

## Научная деятельность
Научная деятельность Халиды Ганцевой посвящена усовершенствованию методов лечения ревматоидного артрита, поллиноза, аллергических заболеваний, проблемам высшей школы. В лечебную практику Ганцевой внедрены методы комплексной немедикаментозной терапии аллергических заболеваний.
Автор более 350 научных публикаций, из них 5 монографий, 12 учебных пособий с федеральным грифом, 8 патентов и свидетельств об изобретениях и 8 свидетельств об официальной регистрации программ для ЭВМ. По вопросам организации учебного процесса опубликовано более 70 работ. При участии Ганцевой была разработана образовательная программа для больных бронхиальной астмой, которая применяется в «аллерго-школах», созданных в городах Башкортостана.
Под руководством Халиды Ганцевой в Уфе была создана система аллергологической помощи населению, которая не имеет аналогов в других городах страны. Также она является инициатором создания и руководителем единственной в Российской Федерации «Лаборатории по оказанию помощи пациентам с табачной зависимостью». Лаборатория является благотворительным проектом для населения и научным учебно-методическим центром для врачей всех специальностей.

## Награды и звания
- Заслуженный работник высшей школы Российской Федерации (2006);
- Нагрудный знак «Мариинский знак отличия» (2007).

## Ученые звания
- 1988 — доцент по кафедре пропедевтики внутренних болезней с курсом ухода за больным,
- 1999 г. — профессор по кафедре пропедевтики внутренних болезней с курсом физиотерапии.
- 1997 г. доцент/ профессор кафедры Туризма Уфимской государственной академии экономики и сервиса по дисциплине «Курортология».

## Семья
Отец — Ганцев Ханафи Алимович, 1916 г.р., Пензенская губерния, Темниковский р-н, д. Енгуразово; мать — Еникеева Саида Ханафиевна, 1925 г.р., ст. Раевка, БАССР.
Брат — Ганцев, Шамиль Ханафиевич.

## Публикации
- К механизму лечебного действия паротермальных ванн курорт Янгантау при ревматоидном артрите. — Медицинский реферативный журнал. — Р.1, 1987, № 2.
- Неотложная помощь при лекарственной аллергии. — Неотложные состояния в клинике внутренних болезней// Тез. докладов Всероссийского съезда терапевтов. — Горький. — 1988. — С. 198—199.
- Ошибки диагностики геморрагической лихорадки с почечным синдромом в работе хирурга. — Клиническая медицина, 1989, № 2. — С. 42-44.
- Natural steam thermal baths in the process of complex treatment of patients with rheumatoid arthritis (тезисы). — 32nd World Congress of the international society of Medical hydrology and klimatology. — Abstracts/ Bad worishofen-Bad nenndorf. — Germany, 1994. — № 29.
- The balneological rehabilitation of patients suffering from pollinosis (тезисы). — 32nd World Congress of the international society of Medical hydrology and klimatology. — Abstracts/ Bad worishofen-Bad nenndorf. — Germany, 1994. — № 66.
- Ганцева Х. Х., Бурашникова Ю. А. Эпидемиология поллиноза // Аллергология. — 1999. — № 2. — С. 36-41.
- Азнабаева Л. Ф., Ганцева Х. Х., Афлятунова С. Ф. Роль герпес-вирусов в иммунопатогенезе хронической обструктивной болезни легких, в том числе сочетанной с абсцессом и раком легкого // Иммунология. — 2011. — Т. 32, № 3. — С. 139-142.

## Учебно-методические материалы
- Ситуационные задачи по пропедевтике внутренних болезней. — Учебное пособие (Гриф УМО МЗ РФ)/ Уфа, Издательство БГМУ, 2001. — 76 с.
- Сборник тестовых заданий по пропедевтике внутренних болезней. — Учебное пособие (Гриф УМО МЗ РФ)/ Уфа, Издательство БГМУ, 2001. — 189 с.
- Система обеспечения и контроля качества образования: законодательная и нормативно-правовая база. — Уфа, Издательство БГМУ. — в 2х частях: часть 1. — 2003. — 208 с., часть 2. — 2003. — 231 с.
- Курортное дело. — Учебное пособие / Гриф УМО по медицинскому и фармацевтическому образованию вузов России. — Уфа. — 2004. — 250 с.
- Основы фармакотерапии внутренних болезней. — Учебное пособие. — Уфа, Издательство БГМУ. — 2004. — 250 с.
- Современные образовательные стандарты: направления развития. — Актуальные проблемы качества образования и пути их решения в контексте Европейских и мировых тенденций. Материалы XV Всероссийской науч-но-методической конференции Уфа-Москва. — 2005. — с. 56-58.
- Нормативно-правовая база обеспечения и регулирования внутривузовской системы качества образования. — Актуальные проблемы качества образования и пути их решения в контексте Европейских и мировых тенденций. Материалы XV Всероссийской научно-методической конференции Уфа-Москва. — 2005. — с. 59-61.
- Пропедевтика внутренних болезней в вопросах и ответах. — Учебное пособие/ Гриф УМО по медицинскому и фармацевтическому образованию вузов России. — Уфа. — 2005. — 300 с.
- Медицинское образование в условиях реформирования здравоохранения и медицинской науки. — Материалы межвузовской учебно-методической конференции «Медицинское образование в условиях здравоохранения»/ Под редакцией Хасанова А. Г., Ганцевой Х. Х. — Уфа, Издательство БГМУ. — 2006. — с. 3-14.
- Руководящие принципы системы гарантии качества высшего профессионального образования в Башкирском государственном медицинском университете Росздрава. — Материалы межвузовской учебно-методической конференции «Медицинское образование в условиях здравоохранения»/ Под редакцией Хасанова А. Г., Ганцевой Х. Х. — Уфа, Издательство БГМУ. — 2006. — с. 158—168.